# 10266 Vladishukhov
10266 Vladishukhov eller 1978 SA7 är en asteroid i huvudbältet som upptäcktes den 26 september 1978 av den sovjetisk-ryska astronomen Ljudmila Zjuravljova vid Krims astrofysiska observatorium på Krim. Den är uppkallad efter ingenjören Vladimir Sjuchov.
Asteroiden har en diameter på ungefär 10 kilometer och den tillhör asteroidgruppen Dora.